# 도밍게스 (축구 선수)
일리아스 가스파르 펠렘브(포르투갈어: Elias Gaspar Pelembe, 1983년 11월 13일 ~ )는 흔히 도밍게스(포르투갈어: Domingues)라고 불리는 모잠비크의 축구 선수로 현재 UD 송고에서 우측 윙어로 활약하고 있으며 현재까지 FIFA 센추리클럽에 가입되어 있는 유일한 모잠비크 선수이다.